# ヒピディ・ホプディ・パンプ
「ヒピディ・ホプディ・パンプ」は、1998年12月・1999年1月に、NHKの音楽番組『みんなのうた』で放送された楽曲。作詞：八神純子・ジョン・スタンレー、作曲：八神純子、編曲：ジョン・スタンレー、歌：八神純子。